# Người Banjar
Người Banjar (tiếng Banjar: Urang Banjar, chữ Jawi: اورڠ بنجر) là một nhóm dân tộc bản địa cư trú ở Nam Kalimantan, Indonesia.
Người Banjar nói tiếng Banjar là ngôn ngữ thuộc phân nhóm ngôn ngữ Malay của nhóm ngôn ngữ Malay-Sumbawa, ngữ tộc Malay-Polynesia thuộc ngữ hệ Austronesia, với ước tính hơn 5,7 triệu người nói.